# Kenny Acheson
Kenny Acheson (Cookstown, Irlanda del Norte, Reino Unido; 27 de noviembre de 1957) es un piloto de automovilismo.
Su padre Harry Acheson fue también piloto de Fórmula Ford a principios de los años 1970 y aficionó al hijo a temprana edad, debutando en 1975. Dos años más tarde se proclamaba campeón de la Fórmula Ford 1600 de Irlanda, y en 1978 ganó 29 carreras y tres títulos.
En 1979 disputó el campeonato británico de Fórmula 3 con un viejo Ralt sin conseguir victorias puntuables. Al año siguiente, 1980, comienza dominando el campeonato ganando 5 carreras, pero Stefan Johansson consigue remontar en la segunda mitad quedando Acheson como subcampeón.
En 1981 da el salto a la Fórmula 2 con el equipo Toleman al volante de un Lola-Hart, pero un serio accidente en el circuito callejero de Pau le provoca la rotura de ambas piernas del que no se recupera hasta el final de la temporada. En 1982 pasa al potente equipo Ralt pero los resultados no le acompañan y queda 7.º en la tabla final. Al año siguiente continua en la F2 con el equipo Maurer, pero a pesar de no conseguir buenos resultados, el jefe del equipo RAM Racing de F1, compatriota suyo, le permite debutar en la Fórmula 1 en el Gran Premio de Gran Bretaña.
Los March del equipo RAM eran muy poco competitivos y Acheson no consigue clasificarse en ninguna carrera hasta la última en Sudáfrica en la que participan solo 26 coches y consigue superar a los Osella. Terminó la carrera a 7 vueltas del vencedor (Riccardo Patrese) en su mejor actuación en la F1, un 12.º puesto. En 1984 deja la F1 para dedicarse a los coches de sport. En 1985 participa en tres carreras más del mundial de F1, pero el RAM-Hart turbo tampoco le permite destacar demasiado no consiguiendo acabar ninguna carrera,
A partir de 1986 se dedica a los coches de sport ganando en 1987 la All Japan Series. En 1989 ficha por el equipo Sauber-Mercedes y queda cuarto en la clasificación final. En 1991 consigue el tercer puesto en las 24 Horas de Le Mans.

## Resultados

### Fórmula 1
(Clave) (negrita indica pole position) (cursiva indica vuelta rápida)

| Año     | Escudería                   | 1   | 2   | 3   | 4   | 5   | 6   | 7   | 8   | 9       | 10      | 11      | 12      | 13      | 14      | 15     | 16  | Pos. | Puntos |
| ------- | --------------------------- | --- | --- | --- | --- | --- | --- | --- | --- | ------- | ------- | ------- | ------- | ------- | ------- | ------ | --- | ---- | ------ |
| 1983    | RAM Automotive Team March   | BRA | USW | FRA | SMR | MON | BEL | USE | CAN | GBR DNQ | GER DNQ | AUT DNQ | NED DNQ | ITA DNQ | EUR DNQ | RSA 12 |     | NC   | 0      |
| 1985    | Skoal Bandit Formula 1 Team | BRA | POR | SMR | MON | CAN | USE | FRA | GBR | GER     | AUT Ret | NED DNQ | ITA Ret | BEL DNP | EUR     | RSA    | AUS | NC   | 0      |
| Fuente: |                             |     |     |     |     |     |     |     |     |         |         |         |         |         |         |        |     |      |        |

### Fórmula 2
| 1981 Docking Spitzley Team Toleman (Lola T850 - Hart) | 1981 Docking Spitzley Team Toleman (Lola T850 - Hart) | 1981 Docking Spitzley Team Toleman (Lola T850 - Hart) | 1981 Docking Spitzley Team Toleman (Lola T850 - Hart) | 1981 Docking Spitzley Team Toleman (Lola T850 - Hart) | 1981 Docking Spitzley Team Toleman (Lola T850 - Hart) |
| Carrera                                               | Circuito                                              | Resultado                                             | Carrera                                               | Circuito                                              | Resultado                                             |
| ----------------------------------------------------- | ----------------------------------------------------- | ----------------------------------------------------- | ----------------------------------------------------- | ----------------------------------------------------- | ----------------------------------------------------- |
| Trof. Deuschland                                      | Hockenheimring                                        | Ret                                                   | BARC '200'                                            | Thruxton                                              | Ret                                                   |
| ADAC Eifel                                            | Nürburgring                                           | 6.º                                                   | GP Roma                                               | Vallelunga                                            | 10.º                                                  |
| GP Mugello                                            | Mugello                                               | 15.º                                                  | GP Pau                                                | Pau                                                   | Ret                                                   |
| GP Mantorp                                            | Mantorp Park                                          | 3.º                                                   | -                                                     | -                                                     | -                                                     |
| 1982 Ralt Racing (Ralt RH6/82 - Honda)                |                                                       |                                                       |                                                       |                                                       |                                                       |
| Carrera                                               | Circuito                                              | Resultado                                             | Carrera                                               | Circuito                                              | Resultado                                             |
| Internat. Trophy                                      | Silverstone                                           | Ret                                                   | Trof. Deuschland                                      | Hockenheimring                                        | 13.º                                                  |
| BARC '200'                                            | Thruxton                                              | 2.º                                                   | ADAC Eifel                                            | Nürburgring                                           | 4.º                                                   |
| GP Mugello                                            | Mugello                                               | 6.º                                                   | GP Roma                                               | Vallelunga                                            | 14.º                                                  |
| GP Pau                                                | Pau                                                   | 5.º VR                                                | GP Bélgica F2                                         | Spa-Francorchamps                                     | 10.º                                                  |
| Pokalrennen                                           | Hockenheimring                                        | 11.º                                                  | Donington '2000'                                      | Donington                                             | 10.º                                                  |
| GP Mantorp                                            | Mantorp Park                                          | Ret                                                   | GP Mediterráneo                                       | Pergusa                                               | Ret                                                   |
| GP Adriático                                          | Misano                                                | Ret                                                   | Great 20 Racers                                       | Suzuka                                                | 15.º                                                  |
| J.A.F.                                                | Suzuka                                                | 4.º                                                   | -                                                     | -                                                     | -                                                     |
| 1982 Maurer Motorsport (Maurer MM83 - BMW)            |                                                       |                                                       |                                                       |                                                       |                                                       |
| Carrera                                               | Circuito                                              | Resultado                                             | Carrera                                               | Circuito                                              | Resultado                                             |
| Internat. Trophy                                      | Silverstone                                           | Ret                                                   | BARC '200'                                            | Thruxton                                              | 10.º                                                  |
| Trof. Deuschland                                      | Hockenheimring                                        | 10.º                                                  | ADAC Eifel                                            | Nürburgring                                           | 9.º                                                   |
| GP Roma                                               | Vallelunga                                            | 11.º                                                  | Gran Premio de Pau                                    | Pau                                                   | 2.º                                                   |
| GP Madrid                                             | Jarama                                                | Ret                                                   | Donington '5000'                                      | Donington                                             | 8.º                                                   |